# Osina
Osina (în bulgară Осина) este un sat în Obștina Satovcea, Regiunea Blagoevgrad, Bulgaria.

## Demografie
Componența etnică a satului Osina
     Bulgari (95,29%)
     Nicio identificare (4,7%)
     Altele (0%)
La recensământul din 2011, populația satului Osina era de 468 locuitori. Din punct de vedere etnic, majoritatea locuitorilor (95,29%) erau bulgari. Pentru 4,7% din locuitori nu este cunoscută apartenența etnică.